# Station Rathaus Steglitz
Rathaus Steglitz is een station van de S-Bahn, gelegen in het centrum van het Steglitz, nabij het voormalige raadhuis van dit stadsdeel. Het S-Bahnstation ligt aan de Wannseebahn, parallel aan de stadsnelweg 103, en bestaat in zijn huidige vorm sinds 1891. Het gelijknamige metrostation bevindt zich onder de Steglitzer Kreisel, een gebouwencomplex aan de Schloßstraße, en werd geopend op 30 september 1974. Het is het zuidelijke eindpunt van metrolijn U9. Beide stations zijn met elkaar verbonden door middel van een voetgangerstunnel.

## S-Bahnstation
In 1838 kwam de Stammbahn, de eerste spoorlijn van Pruisen, gereed tussen Potsdam en het Berlijnse Potsdamer Bahnhof. Op 30 juni 1839 opende langs deze lijn het station Steglitz. Aan het eind van de jaren 1880 werden de voorheen op maaiveldniveau gelegen sporen van Stammbahn omhooggebracht; tegelijkertijd legde men parallel aan de dubbelsporige hoofdlijn een extra paar voor voorstadstreinen gereserveerde sporen aan. Deze Wannseebahn, genoemd naar zijn bestemming, de villawijk Wannsee, was de eerste aparte voorstadslijn van Duitsland en werd ingewijd op 1 oktober 1891. In Steglitz was een nieuw, hooggelegen station met een eilandperron aan de Wannseebahn gebouwd. Het uit rode baksteen opgetrokken stationsgebouw was blijven staan.
Tussen 1900 en 1902 vond op de Wannseebahn het eerste proefbedrijf in Berlijn met elektrische aandrijving (750 V gelijkstroom) plaats. De voorstadsdienst zou echter nog drie decennia door stoomtreinen gedomineerd worden. Op 15 mei 1933 werd de definitieve elektrificatie van de Wannseebahn voltooid en stopten de eerste S-Bahntreinen in station Steglitz.
Jarenlang veranderde er weinig in station Steglitz, dat de Tweede Wereldoorlog ongeschonden doorstond. Aan het einde van de jaren 1960 begon men echter met de aanleg van de Westtangente, een autosnelweg ten westen van het centrum van Berlijn, die in Steglitz en Friedenau parallel aan de Wannseebahn zou lopen. Het negentiende-eeuwse stationsgebouw van Steglitz moest wijken voor de snelweg en werd gesloopt.
Twintig jaar later zou het station opnieuw een slag te verwerken krijgen, ditmaal als gevolg van de gespannen politieke verhouding in het gedeelde Berlijn. Na de oorlog waren alle spoorwegen in de stad, ook in de westelijke sectoren, onder het beheer van de Oost-Duitse spoorwegen (Deutsche Reichsbahn) gekomen. Dit gold ook voor de S-Bahn. In West-Berlijn werd de S-Bahn hierom steeds meer geboycot, vooral na de bouw van de Berlijnse Muur in 1961, en kwam het spoorwegpersoneel een aantal maal in opstand. Na een staking van West-Berlijnse S-Bahnmedewerkers in september 1980 sneed de DR flink in de toch al schamele dienstregeling in het westen van de stad. Een van de lijnen waarvoor het doek geheel viel was de Wannseebahn; station Steglitz sloot zijn deuren. Nadat het stadsvervoerbedrijf BVG in 1984 het westelijke deel van de Berlijnse S-Bahn had overgenomen werd een aantal jarenlang verwaarloosde lijnen opgeknapt en geleidelijk weer in bedrijf genomen. Op 1 februari 1985 kwam de Wannseebahn, die het lijnnummer S1 had gekregen, weer in dienst en stopten er voor het eerst in vier en een half jaar weer treinen in station Steglitz.
Op 31 mei 1992 kreeg station Rathaus Steglitz zijn huidige naam, om de overstapmogelijkheid op het gelijknamige metrostation te benadrukken. Het S-Bahnstation geniet de monumentenstatus.